# Cardington (Lifesigns)

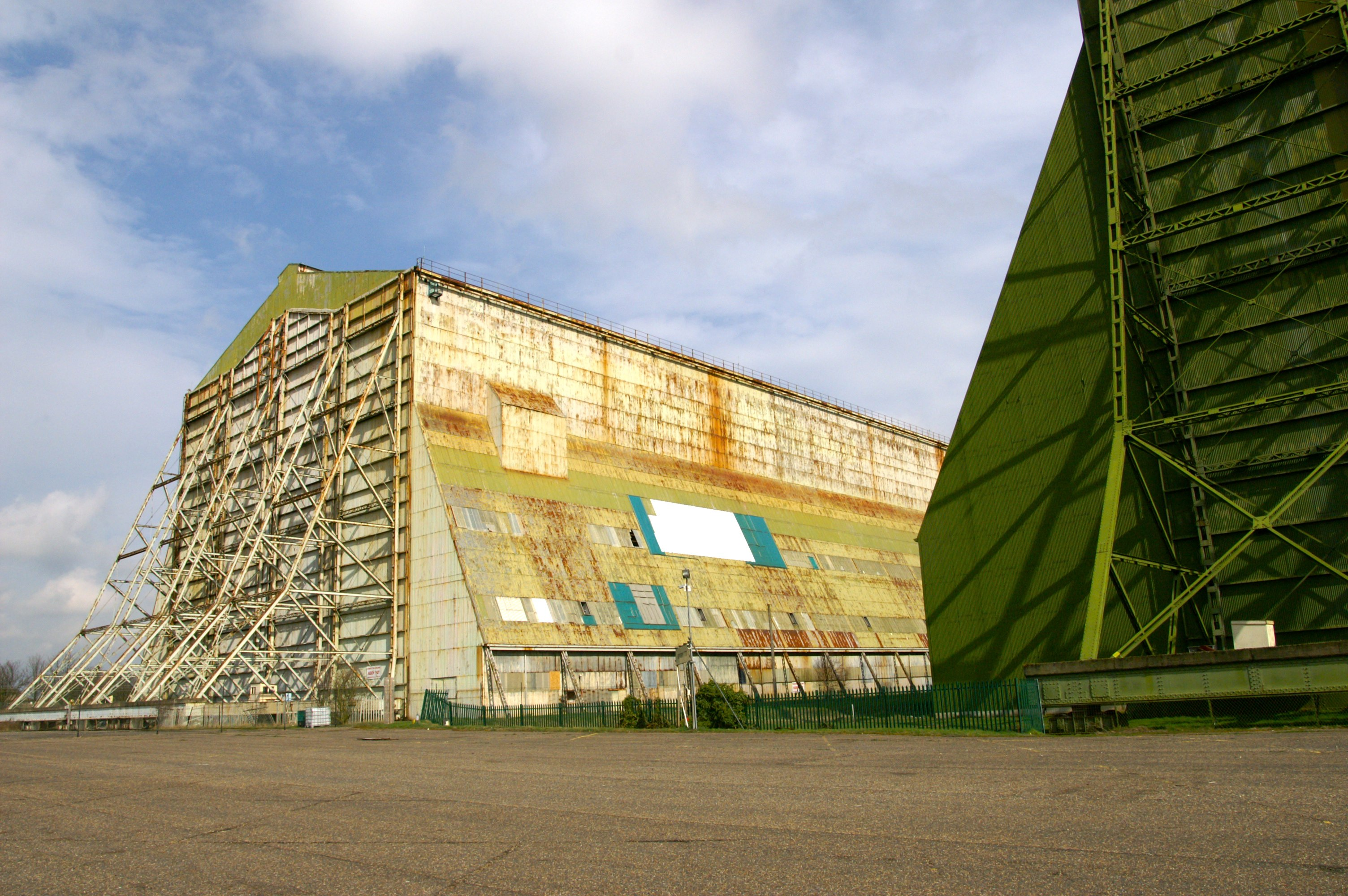
De hangars van Cardington in de steigers (2010)

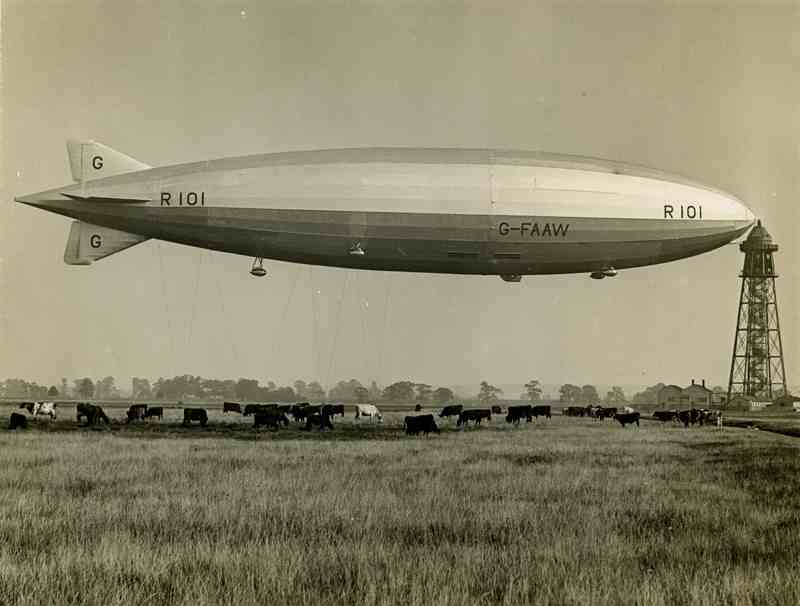
R101

Cardington is het tweede studioalbum van de Britse rockband Lifesigns. Het album verscheen in eigen beheer en werd door middel van crowdfunding gefinancierd. De titel van het album verwijst naar het militair vliegveld RAF Cardington, waarvan de hangars op de platenhoes te zien zijn. Daarop is ook zichtbaar het luchtschip RMA R101, dat op 4 oktober 1930 opsteeg van genoemd vliegveld en een reis ondernam naar Karachi (toen in India, bij de scheiding na de onafhankelijkheid kwam het in Pakistan te liggen). Het luchtschip verging echter al nabij Beauvais in Frankrijk. Het album werd opgenomen in de eigen Lifesigns geluidsstudio met geluidstechnicus Steve Rispin.
Het album werd goed ontvangen binnen de niche progressieve rock; het was onvoldoende om een notering in een albumlijst te genereren.

## Musici
- John Young – toetsinstrumenten, zang
- Martin Beedle – drumstel, percussie, achtergrondzang
- Jon Poole – basgitaar, baspedalen, achtergrondzang

Met
- Dave Bainbridge – gitaar (uit onder andere Iona
- Menno Gootjes – gitaar (uit Focus)
- Robin Boult – gitaar (werkte met Fish)
- Nike Tsonev – gitaar (voordat het vertrok)
- Chris Taylor – achtergrondzang

## Muziek
| Nr. | Titel                            | Duur  |
| --- | -------------------------------- | ----- |
| 1.  | N (Young)                        | 10:55 |
| 2.  | Voice in my head (Young, Beedle) | 5:35  |
| 3.  | Chasing rainbows (Young)         | 3:40  |
| 4.  | Different (Young)                | 9:19  |
| 5.  | Impossible (Young)               | 5:24  |
| 6.  | Touch (Young, Beedle, Rispin)    | 4:00  |
| 7.  | Cardington (Young)               | 10:37 |